# Hatrurite
La hatrurite è un minerale.